# Demòcrates Federalistes Independents
Els Demòcrates Federalistes Independents (DéFI), antigament Federalistes Demòcrates Francòfons (FDF) i fins a 2010 anomenat Front Democràtic dels Francòfons de Brussel·les és un partit polític belga.

## Història
El partit fou creat a Brussel·les l'11 de maig de 1964 com a reacció dels francòfons brussel·lesos a l'establiment de les fronteres lingüístiques de 1963. El seu objectiu era defensar els drets i interessos de la gent de parla francesa de la Regió de Brussel·les-Capital i al Brabant Flamenc, encara que també es va intentar implantar al Brabant Való i a Hainaut a les eleccions legislatives belgues de 1991. Durant un temps va col·laborar amb el partit Rassemblement Wallon, amb el que formà un mateix grup parlamentari i es presentaren plegats a les eleccions al Parlament europeu. Un dels fundadors i cap principal fou Roger Nols, antic burgmestre de Schaerbeek.

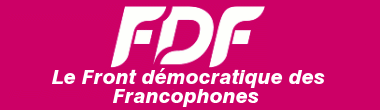
Antic logotip

De 1977 a 1980 el FDF participà en els governs federals belgues dirigits per Leo Tindemans i Wilfried Martens.

### Aliança amb el Parti Réformateur Libéral
Després de la introducció de noves regles de finançament públic dels partits polítics, que han passat a dependre de la seva presència en el Senat, on només té un seient i no té la seguretat de conservar-lo, el 1992 es va federar amb el Parti Réformateur Libéral, i presentar-se plegats a les eleccions legislatives i regionals, però no a totes les municipals. El 24 de març de 2002, el FDF constituí el Mouvement Réformateur amb el PRL, el Moviment dels Ciutadans pel Canvi i el Partei für Freiheit und Fortschritt. El 19 de març de 2006, el president sortint Olivier Maingain fou reelegit com a cap davant la candidatura alternativa del burgmestre d'Oudergem, Didier Gosuin. El gener de 2010 va canviar el seu nom en Federalistes Demòcrates Francòfons i el logotip va ser modernitzat.

### Trencament de l'aliança amb MR
El 25 de setembre de 2011 va rompre la seva aliança amb el MR, com que no acceptava el nou pacte de govern que preveia que la circumscripció de Brussel·les-Halle-Vilvoorde havia d'escindir-se i no annexar Brussel·les a territori flamenc. Els Federalistes Demòcrates Francòfons (Fédéralistes Démocrates Francophones) es van presentar per primer cop a les eleccions legislatives belgues de 2014 obtenint dos escons.

### Demòcrates Federalistes Independents
El partit es va plantejar canviar el nom del partit i el nou nom, DéFI ("Dé" per demòcrates, "F" per federalistes i "I" per independents), es va oficialitzar el 13 de novembre de 2015.
François De Smet fou escollit líder del partit en desembre de 2019 després de la retirada d'Olivier Maingain, que havia estat president des de 1995. Amb la baixada del partit a les eleccions legislatives belgues de 2024 François De Smet va presentar la seva renúncia com a líder del partit.

## Resultats electorals

### Cambra de Representants
| Any  | Líder                          | Vots                           | %                              | Escons                         | +/−                            | Govern                         |
| ---- | ------------------------------ | ------------------------------ | ------------------------------ | ------------------------------ | ------------------------------ | ------------------------------ |
| 1965 | Paul Brien                     | 68,966                         | 1.33                           | 3 / 212                        | Nou                            | Oposició                       |
| 1968 | Albert Peeters                 | 154,023                        | 2.97                           | 6 / 212                        | 3                              | Oposició                       |
| 1971 | Albert Peeters                 | 286,639                        | 5.43                           | 8 / 212                        | 2                              | Oposició                       |
| 1974 | André Lagasse                  | 301,303                        | 5.73                           | 12 / 212                       | 4                              | Oposició                       |
| 1977 | Léon Defosset                  | 263,104                        | 4.72                           | 11 / 212                       | 1                              | Oposició (1977-78)             |
| 1977 | Léon Defosset                  | 263,104                        | 4.72                           | 11 / 212                       | 1                              | Coalició (1978)                |
| 1978 | Antoinette Spaak               | 259,019                        | 4.68                           | 11 / 212                       | =                              | Coalició (1978-80)             |
| 1978 | Antoinette Spaak               | 259,019                        | 4.68                           | 11 / 212                       | =                              | Oposició (1980-81)             |
| 1981 | Antoinette Spaak               | 253,720                        | 4.21                           | 6 / 212                        | 5                              | Oposició                       |
| 1985 | Georges Clerfayt               | 72,361                         | 1.19                           | 3 / 212                        | 3                              | Oposició                       |
| 1987 | Georges Clerfayt               | 71,338                         | 1.16                           | 3 / 212                        | =                              | Oposició                       |
| 1991 | Georges Clerfayt               | 90,813                         | 1.47                           | 3 / 212                        | =                              | Oposició                       |
| 1995 | Olivier Maingain               | 623,250                        | 10.26                          | 2 / 150                        | 1                              | Oposició                       |
| 1999 | Olivier Maingain               | 630,219                        | 10.14                          | 2 / 150                        | =                              | Coalició                       |
| 2003 | Dins del Mouvement Réformateur | Dins del Mouvement Réformateur | Dins del Mouvement Réformateur | Dins del Mouvement Réformateur | Dins del Mouvement Réformateur | Dins del Mouvement Réformateur |
| 2007 | Dins del Mouvement Réformateur | Dins del Mouvement Réformateur | Dins del Mouvement Réformateur | Dins del Mouvement Réformateur | Dins del Mouvement Réformateur | Dins del Mouvement Réformateur |
| 2010 | Dins del Mouvement Réformateur | Dins del Mouvement Réformateur | Dins del Mouvement Réformateur | Dins del Mouvement Réformateur | Dins del Mouvement Réformateur | Dins del Mouvement Réformateur |
| 2014 | Olivier Maingain               | 121,384                        | 1.80                           | 2 / 150                        | 2                              | Oposició                       |
| 2019 | Olivier Maingain               | 150,394                        | 2.22                           | 2 / 150                        | =                              | Oposició                       |
| 2024 | François De Smet               | 84,024                         | 1.20                           | 1 / 150                        | 2                              | Oposició                       |

### Parlament Europeu
| Any  | Líder                          | Vots                           | %                              | %                              | Escons                         | +/−                            | Grup                           |
| Any  | Líder                          | Vots                           | F.E.C.                         | Total                          | Escons                         | +/−                            | Grup                           |
| ---- | ------------------------------ | ------------------------------ | ------------------------------ | ------------------------------ | ------------------------------ | ------------------------------ | ------------------------------ |
| 1979 | Antoinette Spaak               | 414,603                        | 19.75 (#3)                     | 7.62                           | 2 / 24                         | Nou                            | NI                             |
| 1984 |                                | 142,879                        | 6.38 (#5)                      | 2.50                           | 0 / 24                         | 2                              | −                              |
| 1989 | François Roelants du Vivier    | 85,867                         | 3.83 (#5)                      | 1.46                           | 0 / 24                         | =                              | −                              |
| 1994 | Jean Gol                       | 541,724                        | 24.25 (#2)                     | 9.08                           | 1 / 25                         | 1                              | ELDR                           |
| 1999 | Daniel Ducarme                 | 624,445                        | 26.99 (#1)                     | 10.03                          | 1 / 25                         | =                              | ELDR                           |
| 2004 | Dins del Mouvement Réformateur | Dins del Mouvement Réformateur | Dins del Mouvement Réformateur | Dins del Mouvement Réformateur | Dins del Mouvement Réformateur | Dins del Mouvement Réformateur | Dins del Mouvement Réformateur |
| 2009 | Dins del Mouvement Réformateur | Dins del Mouvement Réformateur | Dins del Mouvement Réformateur | Dins del Mouvement Réformateur | Dins del Mouvement Réformateur | Dins del Mouvement Réformateur | Dins del Mouvement Réformateur |
| 2014 | Cristina Coteanu               | 82,540                         | 3.38 (#6)                      | 1.23                           | 0 / 21                         | =                              | −                              |
| 2019 | Benoit Cassart                 | 144,555                        | 5.92 (#6)                      | 2.15                           | 0 / 21                         | =                              | −                              |
| 2024 | Fabrice Van Dorpe              | 75,243                         | 2.91 (#6)                      | 1.05                           | 0 / 22                         | =                              | −                              |

## Membres destacats
- Georges Clerfayt
- Lucien Outers
- Léon Defosset
- Didier Gosuin
- André Lagasse
- Olivier Maingain,
- Roger Nols
- Danielle Caron,
- François Persoons
- Basile Risopoulos
- François Roelants du Vivier
- Antoinette Spaak
- Bernard Clerfayt,
- Caroline Persoons,